# Dampiera cinerea
Dampiera cinerea är en tvåhjärtbladig växtart som beskrevs av Alfred James Ewart och Davies. Dampiera cinerea ingår i släktet Dampiera, och familjen Goodeniaceae. Inga underarter finns listade i Catalogue of Life.